# Camil Petrescu
Camil Petrescu (Bucarest, 9 aprile 1894 – Bucarest, 14 maggio 1957) è stato uno scrittore e filosofo rumeno.

## Biografia
Camil Petrescu perse entrambi i genitori in tenera età e fu cresciuto da un parente (o da una balia del sobborgo di Moşilor; le fonti sono abbastanza confuse su questi dati).
Petrescu frequentò la scuola primaria a Obor e le scuole superiori al Collegio Nazionale di San Sava; in quel periodo scrisse i suoi primi versi. Essendo molto povero, imparò assiduamente lavorando per mantenersi agli studi, e relativamente tardi, a 29 anni, intraprese gli studi di Filosofia presso l'Università di Bucarest. Fu amico di Mihail Sebastian.
Nel 1916, Petrescu fu precettato, arruolato e inviato sui campi di battaglia della prima guerra mondiale, dove fu ferito. Dopo la convalescenza all'ospedale militare torna in prima linea e cade prigioniero dagli Austro-Ungarici. Liberato nel 1918, illustrò le sue esperienze di guerra nel romanzo Ultima noapte de dragoste, întâia noapte de război ("Ultima notte d'amore, prima notte di guerra") pubblicata nel 1930. Nel 1933, Petrescu scrisse il romanzo Patul lui Procust ("Il letto di Procuste").
Nel 1939 è nominato direttore del Teatro Nazionale di Bucarest.
Fu professore a Timișoara. Divenne membro dell'Accademia Romena nel 1947.

## Opere
- Ultima noapte de dragoste, întâia noapte de război ("Ultima notte d'amore, prima notte di guerra") - 1930
- Patul lui Procust ("Il letto di Procuste") - 1933
- Doctrina substanţei ("La dottrina della sostanza") - filosofia - 1940
- Un om între oameni ("Un uomo tra gli uomini") - 1957, rimasta incompiuta